# Scorpiops lindbergi
Espèce
Synonymes
- Scorpiops kraepelini Lourenço, 1998

Scorpiops lindbergi est une espèce de scorpions de la famille des Scorpiopidae.

## Distribution
Cette espèce se rencontre en Afghanistan dans la province de Kaboul et au Pakistan au Baloutchistan.

## Description
Le mâle holotype mesure 47 mm et la femelle paratype 43 mm.

## Étymologie
Cette espèce est nommée en l'honneur de Knut Lindberg (1892-1962).

## Publication originale
- Vachon, 1980 : « Essai d'une classification sous-générique des scorpions du genre Scorpiops Peters, 1861 (Arachnida, Scorpionida, Vaejovidae). » Bulletin du Muséum national d’Histoire naturelle, A, Paris, sér. 4, vol. 2, no 1, p. 143–160 (texte intégral).